# Youssoupha
Youssoupha Mabiki, (Kinshasa, 29 de agosto de 1979) mais conhecido simplesmente como Youssoupha, é um rapper, compositor e arranjador vocal congolês.
Depois de vários projetos, o álbum “Tendance” do grupo Bana Kin (com Sinistre et Philo), ele lançou no final de 2005 um street DVD. Após ter feito as primeiras partes de vários rappers americanos famosos: 50 Cent, Snoop Dogg, Busta Rhymes, Nas, Method Man, Redman, ele lança o seu primeiro álbum a solo, em março de 2007, intitulado “À Chaque Frère”, enquanto ele tinha inicialmente pensou de o nomear “Négritude”. O álbum contém participações com rappers como Diam's, Kool Shen, S-Pi e Mike Génio. Em 2007, Youssoupha participou, como professor de escrita, a emissão de reality show musical Popstars.
Noir D****, seu terceiro álbum de estúdio, lançado em 3 de janeiro de 2012, onde Youssoupha teve êxito e um grande sucesso e acaba por receber um disco de platina em novembro de 2012, o primeiro prêmio da carreira de Youssoupha.

## Biografia

### Infânciaejuventude
Youssoupha Mabiki, nascido em 29 de agosto de 1979 em Kinshasa, República Democrática do Congo. Filho do famoso cantor congolês Tabu Ley Rochereau. Sua mãe é de origem senegalesa.
Depois de ter nascido e ter crescido em Kinshasa, em 1989, mudou-se para Béziers, a partir de 12 anos, onde cresceu, antes de ir para a casa da sua tia em Paris. Foi no Hexágono para prosseguir a escolaridade, ele viveu em Osny depois em Cergy até à sua casa na segunda onde ele e a sua família estão se mudando para Florianopolis na Yvelines. Ele tem o curso e obteve a melhor nota da academia de Versalhes na oral francês, seguidamente, orientou-se para estudos mediação cultural e comunicação. E, depois de um curso universitário na Sorbonne (Paris III) que se dedica inteiramente à música.

## Carreira

### 2007–2010:DeÀ Chaque FrèreàEn Noir et Blanc
Após ter feito as primeiras partes de vários rappers americanos famosos - como 50 Cent, Snoop Dogg, Busta Rhymes, Nas, Method Man, Lil Wayne, Eminem, DMX e Redman - ele lançou o seu primeiro álbum a solo em março de 2007 intitulado “À Chaque Frère” que inicialmente pensou de o nomear Négritude. O álbum contém participações com rappers como Diam's, Kool Shen, S-Pi e Mike Génie. Ele vendeu mais de 50 000 cópias. Nesse mesmo ano, recebe disco de ouro e intervém também como professor de escrita no reality show musical Popstars.
O seu segundo álbum saiu finalmente no dia 12 de outubro de 2009, com uma versão expurgada do título polémico (onde o nome de Zemmour está bloqueado). Na sequência do sucesso do álbum, o artista realiza uma turnê internacional e recebe disco de ouro. Em julho de 2009, o rapper compõe a canção La Vie Est Speed, que é um trecho da trilha sonora do filme Fast and Furious 4.

### 2011–2013:Noir Désir
A fim de anunciar seu futuro álbum, que saiu numa versão digital (Mixtape disponível apenas para download digital pago) ao longo do ano de 2011, intitulada “En Noir et Blanc” onde podemos encontrar dos inéditos e remix's. Em 23 de janeiro de 2012, data em que saiu o seu terceiro álbum sob o nome de “Noir D****”.
Em 23 de janeiro de 2012 sai Noir D****. O álbum contabiliza 16 142 vendas da 1ª semana, e coloca-se na 1ª posição das vendas de álbuns de rap. O álbum já estava no top de vendas digitais. No álbum encontramos colaborações com Taipan, Corneille, S-Pi, Sam's, Indila, LFDV e até mesmo seu pai Tabu Ley Rochereau, artista de Rumba Congolesa.

No meio da rua as paredes têm ouvidos, os tijolos falam.
Rap de referência, você sabe que eu não beijo,
Esperando que este p'tain do showbiz não me parta. 
— Youssoupha, Indila & Skalpovich, Dreamin' 

Em 2013, na sequência do single Contre Nous de Kery James, este foi último anúncio numa entrevista a formação da La Ligue, grupo formado por Kery, Médine e Youssoupha.
Em janeiro de 2012, o candidato socialista François Hollande lhe propõe para sua campanha presidencial mas Youssoupha recusou. Ele anunciou no Twitter que estava trabalhando na versão 2 de Noir Désir. Em 28 de setembro de 2013 ocorre em Stade de France para o concerto Urban Peace 3 reunindo também IAM, Sexion d'Assaut e Maître Gims a solo, Orelsan, DJ Abdel, La Fouine, Psy 4 de la Rime et Stromae.

### 2014–Négritude
Em 10 de janeiro de 2014 saiu um EP do rapper intitulado Boma Yé. Este EP foi publicado no intuito de fazer esperar os fãs pelo seu novo álbum. No dia 9 de fevereiro de 2015, Youssoupha publicou o primeiro single do álbum, intitulado Entourage.
NGRTD saiu no dia 18 de maio de 2015, ou seja, quatro anos após Noir D****, e flui a 15 672 exemplares na sua primeira semana de funcionamento. E, é certificado como disco de platina. No dia 7 de abril de 2015, Youssoupha colocou em linha a sua própria aplicação mobile disponível na Apple Store e Android, o download do aplicativo é gratuito. Os membros do programa, encontram do conteúdo inédito, animações, eventos privados e podem trocar com a comunidade do Gesteclub.
Em 2015, Youssoupha colaborou com o rapper italiano Fabri Fibra, sobre a canção Rock that Shit. Ainda em 2015, Marion Maréchal-Le Pen, membro da Frente Nacional e neta do fundador do partido afirma ouvir e apreciar o rap do Youssoupha e Sexion d'Assaut, Maître Gims nomeadamente. Esta revelação de que os nacionalistas como os membros do FN, no entanto, são conhecidos por não apreciar o rap que vem da cultura afro-americana, bem como as pessoas de origem estrangeira. Youssoupha agradeceu à deputada do “Vaucluse” tudo em parlamento sobre o fato de que seu álbum intitulado Négritude. O Rapper disse não fazer política, embora os seus valores são em contração com as do FN e Marion Maréchal-Le Pen, declarando: "Ela é sexy, mas mesmo assim, grandes merdas".
O álbum NGRTD é nomeado às vitórias da música 2016 na categoria "Álbum de Música Urbana do Ano", mas Nekfeu vê-se o prêmio com seu álbum “Feu”. O álbum foi certificado como disco de ouro.

## Discografia
| \| Ano \| Álbum \| Melhores Posições \| Melhores Posições \| Melhores Posições \| Melhores Posições \| Certificações \| \| Ano \| Álbum \| FR [14] \| BEL Vl \| BEL Wa \| SWI \| Certificações \| \| ---- \| ------------------------- \| ----------------- \| ----------------- \| ----------------- \| ----------------- \| -------------- \| \| 2007 \| À chaque frère \| 32 \| — \| — \| — \| FRA : Ouro \| \| 2009 \| Sur Les Chemins du Retour \| 21 \| — \| — \| — \| FRA : Ouro \| \| 2012 \| Noir D**** \| 3 \| — \| 7 \| — \| FRA : Platina \| \| 2013 \| On Se Connaît \| 138 \| — \| — \| — \| \| \| 2015 \| NGRTD \| 4 \| 82 \| 6 \| 12 \| FRA : Ouro[15] \| | - 2005 : Éternel Recommencement - 2006 : Mixtape Spéciale Avant l'Album (mixado por DJ Stresh) - 2011 : En Noir et Blanc - 2015 : Boma Yé |                   |                   |                   |                   |               |
| Ano | Álbum | Melhores Posições | Melhores Posições | Melhores Posições | Melhores Posições | Certificações |
| Ano | Álbum | FR                | BEL Vl            | BEL Wa            | SWI               | Certificações |
| 2007 | À chaque frère | 32                | —                 | —                 | —                 | FRA : Ouro    |
| 2009 | Sur Les Chemins du Retour | 21                | —                 | —                 | —                 | FRA : Ouro    |
| 2012 | Noir D**** | 3                 | —                 | 7                 | —                 | FRA : Platina |
| 2013 | On Se Connaît | 138               | —                 | —                 | —                 |               |
| 2015 | NGRTD | 4                 | 82                | 6                 | 12                | FRA : Ouro    |

### Singles
| Year | Single                                               | Charts | Charts   | Charts | Album             |
| Year | Single                                               | FR     | BEL (Wa) | SWI    | Album             |
| ---- | ---------------------------------------------------- | ------ | -------- | ------ | ----------------- |
| 2011 | "Menace de mort"                                     | 43     | –        | –      | Noir D****        |
| 2012 | "Histoires vraies" (feat. Corneille)                 | 75     | –        | –      | Noir D****        |
| 2012 | "Dreamin'" (feat. Indila & Skalpovich)               | 14     | –        | 65     | Noir D****        |
| 2012 | "Les disques de mon père" (feat. Tabu Ley Rochereau) | 137    | –        | –      | Noir D****        |
| 2012 | "On se connait" (feat. Ayna)                         | 9      | 7        | 61     | Non-album release |
| 2014 | "Boma Yé"                                            | 138    | –        | –      |                   |
| 2015 | "Entourage"                                          | 77     | –        | –      |                   |
| 2015 | "Public Enemy"                                       | 158    | –        | –      | NGRTD             |
| 2015 | "Smile"                                              | 54     | –        | –      | NGRTD             |
| 2015 | "Chanson française"                                  | 143    | –        | –      | NGRTD             |
| 2015 | "Love Musik"                                         | 168    | –        | –      | NGRTD             |

### Participações
| Ano  | Single                                                                              | Melhores Posições | Melhores Posições | Álbum               |
| Ano  | Single                                                                              | FR                | BEL (Wa)          | Álbum               |
| ---- | ----------------------------------------------------------------------------------- | ----------------- | ----------------- | ------------------- |
| 2012 | "I Know" (Remix Street version)" (Irma feat. Youssoupha)                            | 138               | –                 | Letter to the Lord  |
| 2013 | "Paname Boss" (La Fouine feat. Sniper, Niro, Youssoupha, Canardo, Fababy, Sultan 7) | 54                | 42                | Drôle de parcours   |
| 2013 | "Il se passe quelque chose" (La Fouine feat. Youssoupha)                            | 101               | –                 |                     |
| 2013 | "Coeur de Guerrier" (Big Ali feat. Corneille, Youssoupha and Acid)                  | –                 | –                 | Urban Electro       |
| 2013 | "Kitoko" (Fally Ipupa feat. Youssoupha)                                             | –                 | –                 | Power World         |
| 2013 | "Fire" (Ayọ feat. Youssoupha)                                                       | –                 | –                 | Ticket to the World |
| 2016 | "Bada Bing" (Cris Cab feat. Youssoupha)                                             | 104               | 33                |                     |
| 2016 | "Musique nègre" (Kery James feat. Lino & Youssoupha)                                | 149               | –                 |                     |

## Vídeografia VHS/DVD

### Clipes
| - 2005 : Toubab - 2005 : Babylon Zoo (álbum Éternel recommencement) - 2005 : Éternel Recommencement - 2005 : Anti-Vénus - 2007 : Ma destinée - 2007 : Les Apparences Nous Mentent - 2007 : Macadam - 2008 : Troisième Underground - 2009 : La Vie Est Speed (trailer do B.O. do filme Fast and Furious 4) - 2009 : L'effet papillon (com Maître Gims) - 2011 : Clashes - 2011 : Revolver - 2011 : Haut Parleur - Remix (feat. S-Pi, Sam's & Kozi) - 2011 : Apprentissage - Remix (feat. Médine, Tunisiano, Ol'Kainry e Sinik) - 2011 : Rap franc CFA - 2011 : Qui Veut Ma Peau 2 (com Youssoupha, REDK & Canardo) - 2011 : Lalcko - Powerfull - Remix (com. Ol'Kainry, Atis e Youssoupha) - 2011 : Tétris (com Youssoupha e S-Pi) - 2011 : Grodash - Flashback Periguso - Remix (com Youssoupha, Rockin' Squat e Élégant) - 2011 : Diez à Fond (com Youssoupha e S-Pi) - 2012 : Menace de Mort - 2012 : Histoires Vraies (feat. Corneille) - 2012 : Irréversible - 2012 : Dreamin (com Indila) - 2012 : Espérance de Vie - 2012 : Nakk - Invincible - Remix (com Youssoupha, Médine, Dixon, Mokless, Jeff Le Nerf, REDK, Lino) - 2012 : Gestlude part1 (feat. Sam's) - 2012 : One Shot (S-Pi feat. Sam's e Youssoupha) - 2012 : Je Ne Sais Pas (LFDV feat. Youssoupha) - 2012 : Ghetto Tale (Kayna Samet feat. Youssoupha, Medine, Leck) - 2012 : l'Amour | - 2012 : Les Disques de Mon Père (feat. Tabu Ley Rochereau) - 2012 : Viens (versão ao vivo) - 2012 : Boombadeing - Remix (Mokobé feat. Orelsan, Youssoupha, Dry e L.E.C.K) - 2012 : L'enfer c'est les autres - Père - 2012 : L'enfer c'est les autres - Mère - 2012 : L'enfer c'est les autres - Fils - 2012 : Paname Boss (La Fouine feat. Niro, Sniper, Canardo, Youssoupha, Sultan, Fababy) - 2013 : Le Bilan (Ayna feat. Youssoupha, Sam's, Taipan e S-Pi) - 2013 : Il Se Passe Quelque Chose (La Fouine feat. Youssoupha) - 2013 : On se Connait (feat. Ayna) - 2013 : Papa ce Soir (LFDV feat. Seth Gueko, Youssoupha, L.E.C.K, e Lino) - 2013 : Contre Nous (Kery James feat. Youssoupha, Médine) - 2013 : Blokkk Identitaire (Médine feat. Youssoupha) - 2013 : Cœur de Guerrier (Big Ali feat. Corneille, Youssoupha e Acid) - 2013 : Fire (Ayọ feat. Youssoupha) - 2013 : Kitoko (Fally Ipupa feat. Youssoupha) - 2013 : Retrofutur flow (Olkainry feat. Youssoupha) - 2014 : Boma Yé - 2014 : Boma Yé - Remix (feat. Ayna, Taipan, Sam's, S-Pi) - 2014 : Les Yeux Plus Gros Que ...Youssoupha (Black M feat. Youssoupha) - 2014 : 21 Grammes (feat. Bomayé, Ayna e S-Pi) - 2014 : Béauté Africaine (Bana C4 feat. Youssoupha, Ayna, Clayton Hamilton) - 2014 : Rossignol - Remix (Singuila feat. Youssoupha) - 2014 : Public Enemy (álbum NGRTD) - 2015 : Pharaons et Fantômes - 2015 : Entourage (álbum NGRTD) - 2015 : Mannschaft (álbum NGRTD) - 2015 : La Promesse (Disiz feat. Soprano e Youssoupha) - 2015 : Love Is In the Air (The King's Son feat. Youssoupha e Keblack) - 2015 : Christine and the kings (Youssoupha feat Sam's e Christine and the Queens) - 2015 : Spectre (Sam's feat Spri Noir & Youssoupha) - 2015 : Niquer Ma Vie (Youssoupha) |

## Lista de Prêmios e Indicações

### Trace Urban Music Awards
| Ano  | Trabalho nomeado                      | Prêmio                     | Resultado |
| ---- | ------------------------------------- | -------------------------- | --------- |
| 2013 | "On se connaît (Youssoupha ft. Ayna)" | Melhor Canção              | Indicado  |
| Ano  | Trabalho nomeado                      | Prêmio                     | Resultado |
| 2013 | "Noir D****"                          | Melhor Álbum               | Indicado  |
| Ano  | Trabalho nomeado                      | Prêmio                     | Resultado |
| 2013 | "Youssoupha"                          | Melhor Performance Ao Vivo | Indicado  |
| Ano  | Trabalho nomeado                      | Prêmio                     | Resultado |
| 2013 | "Les disques de mon père"             | Melhor Videoclipe          | Venceu    |

### NRJ Music Awards
O NRJ Music Awards, foi criado em 2000 pela rádio NRJ em parceria com o canal de televisão TF1. A premiação acontece anualmente em meados de janeiro em Cannes, França. O evento marca a abertura do MIDEM (Marché International du Disque et de l'édition Musicale). São premiados músicos populares de diferentes categorias.
| Ano  | Trabalho nomeado | Prêmio                            | Resultado |
| ---- | ---------------- | --------------------------------- | --------- |
| 2013 | "Youssoupha"     | Révélation francophone de l'année | Indicado  |

### MTV Africa Music Awards
Os MTV Music Awards são entregues anualmente pela MTV.
| Ano  | Trabalho nomeado | Prêmio           | Resultado |
| ---- | ---------------- | ---------------- | --------- |
| 2014 | "Youssoupha"     | Best Francophone | Indicado  |

### Victoires de la Musique
| Ano  | Trabalho nomeado | Prêmio                              | Resultado |
| ---- | ---------------- | ----------------------------------- | --------- |
| 2015 | "NGRTD"          | Album de musique urbaine de l'année | Indicado  |